# Голак
Голак је планина у Северној Македонији, на источној страни Кочанске котлине. Највиши врх је Чавка 1536 m.
Састављен је од гнајса и зелених шкриљаца, а међу њима је велика гранитна маса која се распада. Доста је шумовит. На истоку је храстова и борова шума, а на западу закржљало храстово жбуње. Природни фактори пружају могућност за туризам, који је у развоју.